# 辻谷嘉真
辻谷 嘉真（つじたに よしまさ、1980年11月20日 - ）は、奈良県出身の俳優。

## 出演

### 映画
- 臨場 劇場版 - 江川康平

### テレビドラマ
- アンタッチャブル〜事件記者・鳴海遼子〜 - 片山 保
- 拝み屋横丁顛末記 - 徳光
- 警部補 矢部謙三 - 篠原 努
- パズル - 長塚 健一
- リーガルハイ
- 臨場 - 江川康平
- 臨場 第2期 - 江川康平

### 舞台
- 神田時来組 続･嗚呼 花の応援団